# Tylkowa Przełączka
Tylkowa Przełączka (słow. Tylkova štrbina, ok. 2275 m) – przełęcz w Wołowym Grzbiecie w Tatrach Wysokich. Znajduje się na słowackiej stronie tego grzbietu, w południowej grani Żabiej Turni Mięguszowieckiej (Žabia veža, 2236 m) i oddziela tę turnię od Tylkowej Turniczki (Tylkova vežička, ok. 2290 m).
Południowa grań Żabiej Turni Mięguszowieckiej oddziela Kotlinkę pod Żabim Koniem (po wschodniej stronie) od Wołowej Kotlinki (na zachodzie). Tylkowa Turniczka wcina się w nią na około 15 m. Jest ważna dla taterników, gdyż przez tę przełączkę prowadzi najłatwiejsza droga zejściowa z popularnego Żabiego Konia. Przez Tylkową Przełączkę obchodzi się także przy przejściu granią Wołowego Grzbietu. Ku południowemu zachodowi spod Tylkowej Przełączki aż do brzegu Małego Żabiego Stawu opada żleb, ku wschodowi kruchy żlebek kończący się na trawnikach pod Żabią Przełęczą Wyżnią.
Nazwą przełęczy upamiętniono przewodnika tatrzańskiego Wojciecha Tylkę Suleję.

## Drogi wspinaczkowe
1. Z Żabiej Przełęczy Wyżniej; 0+ w skali UIAA, czas przejścia 10 min,
2. Południowo-zachodnim żlebem z Żabiej Doliny Mięguszowieckiej; 0+, krótki odcinek I, 45 min[2].